# Maître d'hôtel
Cet article possède un paronyme, voir Maître-autel.
 (juillet 2018).
Si vous disposez d'ouvrages ou d'articles de référence ou si vous connaissez des sites web de qualité traitant du thème abordé ici, merci de compléter l'article en donnant les références utiles à sa vérifiabilité et en les liant à la section « Notes et références ».
Dans un restaurant, un hôtel ou une maison particulière, le maître d'hôtel (également écrit maitre d’hôtel) est la personne chargée de la coordination de l'ensemble du personnel de service. En habit noir ou en smoking, il est chargé de l'accueil du client au restaurant et de la coordination du service à table, ayant sous ses ordres les chefs de rang. Le premier maître d'hôtel est responsable de toutes les salles du restaurant ; autrement appelé directeur de restaurant. Le maître d'hôtel de carré est quant à lui responsable d'une seule salle de restaurant.
Le maître d'hôtel est la personne qui accueille les clients à leur arrivée ; il les installe ensuite à la table, leur remet le menu et la carte des vins. Il les conseille sur le choix des plats et les suggestions du jour et doit savoir en parler en détail. Il est le détenteur du savoir aux yeux des clients. Il prend la commande avant de laisser la place au chef de rang et au sommelier.
Il existe également le maître d'hôtel de particulier, également nommé majordome, qui occupe les mêmes fonctions dans un hôtel particulier d'une famille riche ou aristocratique.

## Historique
Ce titre vient du Moyen Âge, où à la Cour de France le Maître d'hôtel est alors un seigneur richement vêtu (portant une épée et un diamant au doigt, il a pour insigne le bâton de vermeil) et est chargé d'organiser le service de bouche et de la « domesticité » : ce Maître d'hôtel du roi règle, selon un protocole strict, le ballet des serviteurs (eux-mêmes dirigés par des nobles, appelés Officiers). Certains furent distingués en qualité d'écuyer, de Grand Échanson tandis qu'à la Renaissance certains eurent le privilège d'être estimés Grand Chambellan. D'autres se mirent au service de grands aristocrates résidant dans leur hôtel particulier.

## Maîtres d'hôtel célèbres dans l'histoire
- Antoine Le Fevre, seigneur de Guibermesnil, maitre d'hôtel du roi en 1623
- Louis Sanguin, premier maitre d'hôtel du roi en 1689
- Albert Blaser au Maxim's
- Frédéric Delair à La Tour d'Argent
- Jean-Claude Vrinat chez Taillevent
- Fritz Watel dit Vatel chez le prince de Condé
- Claude Terrail à la Tour d'argent
- Madame Véry du restaurant Véry
- Monsieur Louis au restaurant Lasserre
- Richard Leblanc, maître d'hôtel du Duc de Guise
- Olivier Dabescat, premier maître d’hôtel du Ritz durant la Première Guerre mondiale, qui inspira Marcel Proust pour À la recherche du temps perdu[2]
- Henri Soulé, maître d'hôtel du Pavillon à New York dans les années 1940[3]
- Dans l'ouvrage « Le Maître d'hôtel français », Marie-Antoine Carême cite, en 1822, les dix maîtres d'hôtel historiques, les plus importants à ses yeux : Vatel, Sauvant, Mecelier, Richaut, Lefeye, Lacour, Dalegre, Sabatier, Mecier, Laguipierre ; bien que certains parmi eux fussent uniquement cuisiniers.

## Maîtres d'hôtel de fiction
- Alfred, un des maîtres d'hôtel décrit dans les pièces de théâtre de Feydeau.
- Nestor, maître d'hôtel du Capitaine Haddock à Moulinsart, dans la bande dessinée Tintin d'Hergé.
- Jean Passepartout, au service de Phileas Fogg dans Le Tour du monde en quatre-vingts jours de Jules Verne.
- Septime, incarné par Louis de Funès dans le film Le Grand Restaurant.
- Carlo Carlucci, incarné par Clive Revill dans le film Avanti!, .
- Félix, incarné par Jacques François dans la série Palace.
- M. Gustave H., incarné par Ralph Fiennes dans le film The Grand Budapest Hotel.
- Michel, incarné par Florent Pagny dans le téléfilm Le loufiat.
- Karim, maître d'hôtel du téléfilm Chefs, incarné par Zinedine Soualem.
- Alfred Pennyworth, majordome et maître d'hôtel de la famille Wayne dans l'univers DC Comics.

## Maîtres d'hôtel contemporains
- Ricardo Freitas, La Cėne, Fribourg
- Denis Courtiade au restaurant Alain Ducasse du Plaza Athénée
- François Pipala au restaurant Paul Bocuse - MOF 1993 -

### Maîtres d'hôtel titulaires d'un doctorat
- Pierre Gouirand, docteur en philosophie, docteur d'État ès lettres (1985), ancien président de la Fondation Escoffier, a dirigé le restaurant de l’hôtel Westminster à Nice pendant 30 ans
- Karly Denechaud, (1939-2015) docteur en sciences de la vie (1988) et diplômé de l'EHESS, ancien maître d'hôtel et professeur de l'École hôtelière de Paris.
- Christine Lamarche, directrice du restaurant Relais & Châteaux Toqué! et titulaire d'un doctorat honoris causa de l’Institut de Tourisme et d’Hôtellerie du Québec (2012)
- Cyrille Laporte, docteur en sociologie (2010), ancien personnel de la restauration, universitaire
- Yves Cinotti, docteur en sciences du tourisme (2011), ancien directeur de restaurant, enseignant
- Kilien Stengel, docteur en sciences de la communication (2015), ancien maître d'hôtel Relais & Châteaux, universitaire
- Gil Galasso, docteur en histoire contemporaine (2018), ancien maître d'hôtel, enseignant

### Prix du Meilleur Directeur des grandes Salles du Monde
Concours organisé par l'association Les Grandes Tables du Monde afin de valoriser les métiers de la gastronomie, et notamment les personnels de la salle qui font partie de leur association.
- 2016 : François Pipala, directeur de salle du restaurant Paul Bocuse

### Coupe Georges Baptisteinternationale

#### Coupe Internationale des Maîtres d'Hôtel professionnels
- 2004 (France) : Carl Arsenault - Montréal - Québec
- 2006 (Mexique) : Edmundo Molina Hernandez - Mexique
- 2009 (Vietnam) : Jacob Kocemba - Danemark
- 2012 (Japon) : Shin Miyazaki - Japon
- 2017 (France) : Simon Verger (France)

#### Coupe Georges Baptiste Internationale catégorieélève
- 2000 (Canada) : Geneviève Godmer - Québec
- 2004 (France) : Rogelio Cortes - Mexique
- 2006 (Mexique) : Maria Térésa Zeron - Mexique
- 2009 (Vietnam) : Pierre-Luc Coté - Canada
- 2012 (Japon) : Kristina Bengton - Danemark
- 2016 (France) : Christian Angelov (Finlande)

### Trophée du Maître d'hôtel
Trophée organisé par l'association Service à la française à l'occasion du salon Sihra de Lyon
- 2017 : Elsa Jeanvoine qui travaille à l'Auberge de la Poutre, à Bonlieu
- 2019 : Benoît Brochard directeur de salle du restaurant Bon Bon** à Bruxelles

### Maîtres d'hôtel «Meilleurs ouvriers de France»
- Sébastien Cavailles
- Sylvain Combe
- Jean-Pierre Desquesnes
- Jean-Pierre Fantoni (Union bancaire privée)
- Didier Galopin
- Patrick Perruchas
- François Pipala (restaurant Paul Bocuse)
- Antoine Woerlé
- Jean Michel Framery
- Denis Grangeorges (Bistrot du Sommelier de Philippe Faure-Brac)
- Thierry Mazzotti
- Vincent Rouard (décédé)
- Jean Claude Pernette
- Michel Scheer (restaurant Marc et Paul Haeberlin)
- Philippe Standaert
- Franck Bourgine
- Philippe Caouillet (ex - Grand Hyatt Cannes Hôtel Martinez)
- Gil Galasso
- Loïc Glevarec (Château de Bagnolet (Charente) groupe LVMH)
- Serge Goulaieff
- Hervé Tournier
- Frank Josserand
- Bruno Jousseaume (Restaurant Jules Verne-Tour Eiffel)
- Mickael Reano
- Véronique Vigne
- Michel Widehem
- Frédéric Coutant
- Nathan Boguet
- Eric Appenzeller
- Flavien Berlaud (Château de Bagnolet (Charente) groupe LVMH)
- Patrick Chauvin
- Thierry Demolliens
- Denis Ferault
- Didier Lasserre
- Pascal Obrecht
- Mathieu Simonneau
- Stéphan Rivière (intendant de la présidence du Sénat (France))
- Frédéric Kaiser (Hôtel Le Bristol Paris)
- Thierry Millet
- Olivier Novelli (Hôtel Negresco)
- Chantal Wittmann
- Kevin Chambenoit directeur du restaurant du Bristol
- Erwan Esvan